# Pomnik Włodzimierza Perzyńskiego w Opocznie
Pomnik Włodzimierza Perzyńskiego w Opocznie – pomnik upamiętniający Włodzimierza Perzyńskiego – polskiego dramatopisarza, poetę, powieściopisarza i nowelistę okresu Młodej Polski. 
Pomnik usytuowano przy skrzyżowaniu ulicy Wł. Perzyńskiego i St. Moniuszki w Opocznie, kilkadziesiąt metrów od miejsca, w którym stał dom rodzinny pisarza i w którym urodził się on 6 lipca 1877 r. Na budowlę składa obelisk z piaskowca o prostokątnej podstawie umieszczony na jednostopniowym podwyższeniu. Na szczycie obelisku ustawiono popiersie pisarza. 
Pomnik zaprojektował Adolf Tomasik z Końskich. Uroczystego odsłonięcia budowli dokonano 19 października 1980 r., w 50. rocznicę śmierci dramatopisarza. Podczas tej samej uroczystości ulicy, przy której stoi pomnik, nadano imię Włodzimierza Perzyńskiego.